# Myrtella bennigseniana
Myrtella bennigseniana là một loài thực vật có hoa trong Họ Đào kim nương. Loài này được (Volkens) Diels mô tả khoa học đầu tiên năm 1921.